# 二龙乡 (洮南市)
二龙乡，是中华人民共和国吉林省白城市洮南市下辖的一个乡镇级行政单位。

## 行政区划
二龙乡下辖以下地区：
保民村、仁义村、兴义村、建民村、新政村、立志村、二龙山村、民治村、三家子村和光明村。